# Чесъм
Чесъм (на английски: Chesham) е град в югоизточната част на област (графство) Бъкингамшър, регион Югоизточна Англия. Разположен е на територията на община Чилтърн недалеч от столицата Лондон. Населението на града към 2001 година е 20 357 жители.
Най-ранните документирани свидетелства за селището са от края на 10 век със староанглийското наименование „Cæstæleshamm“. През 1257 година, Чесъм официално е обявен за пазарен град със специална грамота от крал Хенри III.

## География
Чесъм е разположен във фермерски околия в долината на река Чес, която извира в района на северните покрайнини на града. В непосредствена близост, южно от Чесъм, е разположен град Амършам, който е административния център на общината. Двата града заедно с прилежащите им села образуват обща, сливаща се урбанизирана територия с близо 50 000 жители. Сред селата, разположени в близост до Чесъм и практически присъединени към града са Чартридж в северозападна посока, Бутли и Орчард Ли в източно и североизточно направление.
На около 7 километра югоизточно преминава Автомагистрала М25, която представлява най-външния околовръстен път на метрополиса Голям Лондон. Централните части на Лондонското Сити са разположени на около 38 километра в същата посока.

## Население
Изменение на населението на града през последните двеста години 1801-2001 година:
| година    | 1801 | 1851 | 1901 | 1951   | 1961   | 1981   | 1991   | 2001   |
| --------- | ---- | ---- | ---- | ------ | ------ | ------ | ------ | ------ |
| население | 3969 | 6098 | 7245 | 11 433 | 16 297 | 20 447 | 20 290 | 20 357 |